# Lancia Musa
Lancia Musa — субкомпактвэн премиальной марки итальянского автопроизводителя Fiat — Lancia. В большей степени автомобиль базирован на Fiat Idea, с которым разделяет многие составляющие, но имеет совершенно иной внешний вид, интерьер и оборудование; платформа, на которой построено авто (Project 188), первоначально использовалась на втором поколении Fiat Punto. Как и Idea, Musa производилась с 2004 года, однако выпуск автомобиля прекратили в 2012, в отличие от Fiat Idea. Однако Musa имело несколько больший коммерческий успех, особенно во внутреннем рынке.

## История
Впервые автомобиль был представлен на Женевском автосалоне в 2004 году. Продажи в Европе начались в октябре того же года. Экстерьер автомобиля во многом схож с оным у Lancia Ypsilon, с которой автомобиль также технически связан — они разделяют фары. Интерьер состоит из роскошных материалов, таких как алькантара или кожа (в зависимости от комплектации), а также имел хромированные детали и панорамную крышу из пластика, которая занимает 70% крыши в комплектации Platino. Musa не предлагалась с базовым двигателем от Idea, однако имела возможность поставки с полуавтоматической коробкой передач D.F.N для всех двигателей, за исключением 8-клапанной версии 1,4 FIRE.

## Рестайлинг
В 2007 году автомобиль претерпел фейслифтинг и уже в октябре поступил в салоны к дилерам с увеличенным на 70 литров багажником и новым логотипом Lancia; автомобиль получил систему Blue&Me (стало доступно bluetooth-соединение и USB-порт для MP3-файлов), новые цвета кузова и VIP-оборудование. В 2008 году для итальянского рынка Lancia представила новую эковерсию 1,4-литрового двигателя с восемью клапанами и возможностью заправки сжиженным газом. В 2009 году компания представила обновлённый 1,6-литровый агрегат с системой Старт-Стоп и 1,2-литровый двигатель со стандартами Евро-5 и увеличенной мощностью (70 кВ; 94 л. с.).

## Lancia Kandahar
Lancia Kandahar — концепт-кар, построенный на базе Musa студией Fioravanti и представленный на Женевском автосалоне 2005 года. Он имеет расширенную колею, удлинённую колёсную базу (и соответственно длину) и свесы, а также увеличенные колёса. Он отличается от Musa дизайном, а также увеличенным багажником и двухсекционным остеклением.

## Награды
- Октябрь 2004 года — номинация на Европейский автомобиль года[6].
- Ноябрь 2004 года — Самый красивый автомобиль с кузовом минивэн в Европе[7].

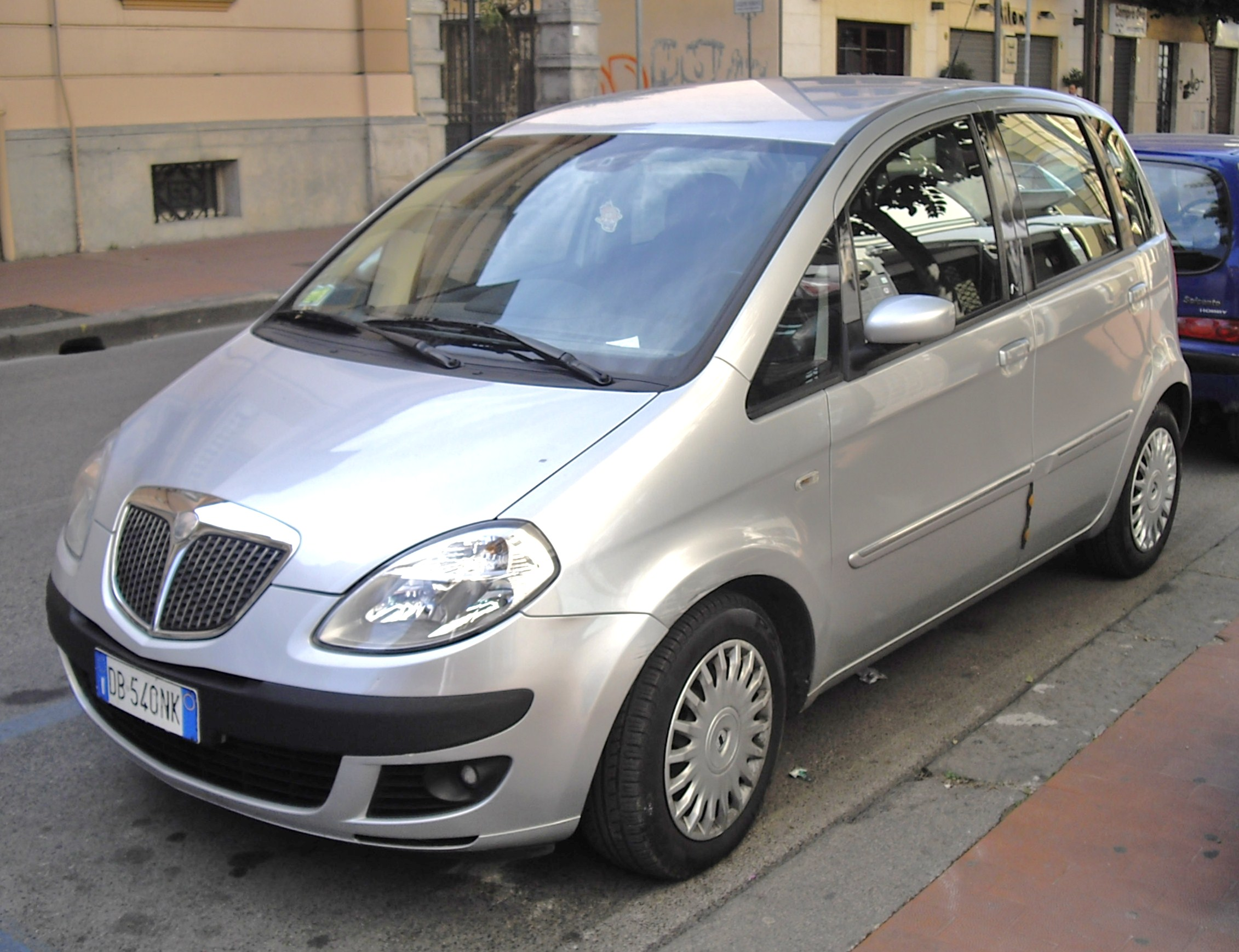
Дорестайлинговая версия
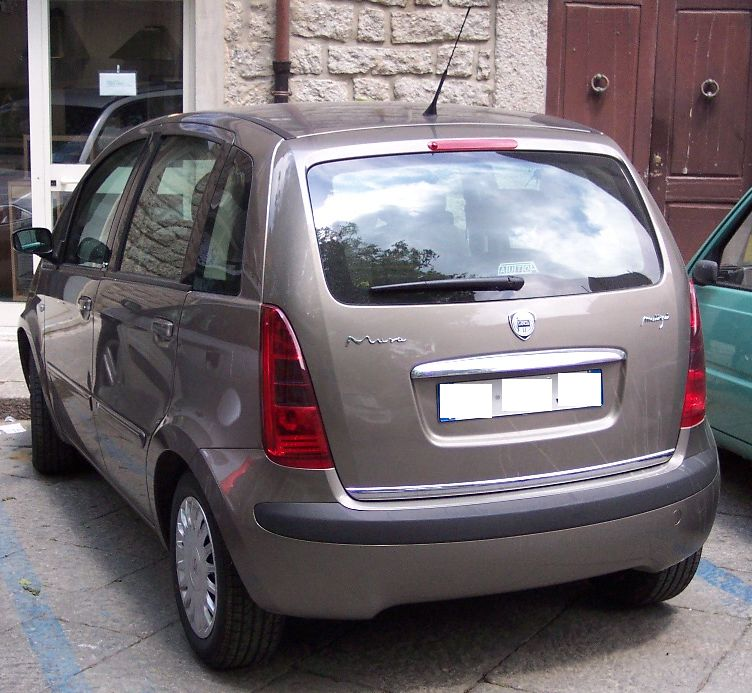
Дорестайлинговая версия (вид сзади)
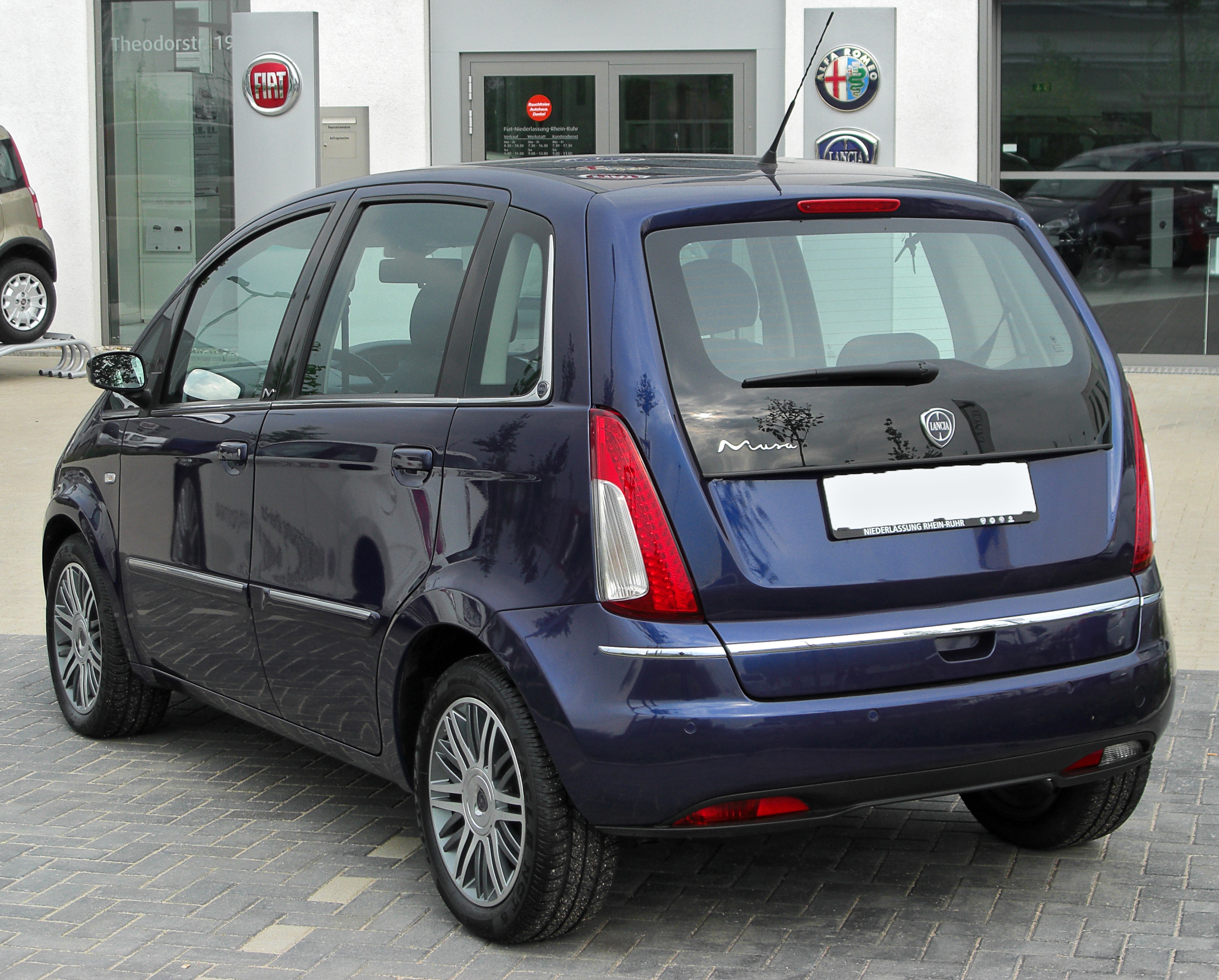
Вид сзади обновлённой версии